# Канцлер (освіта)

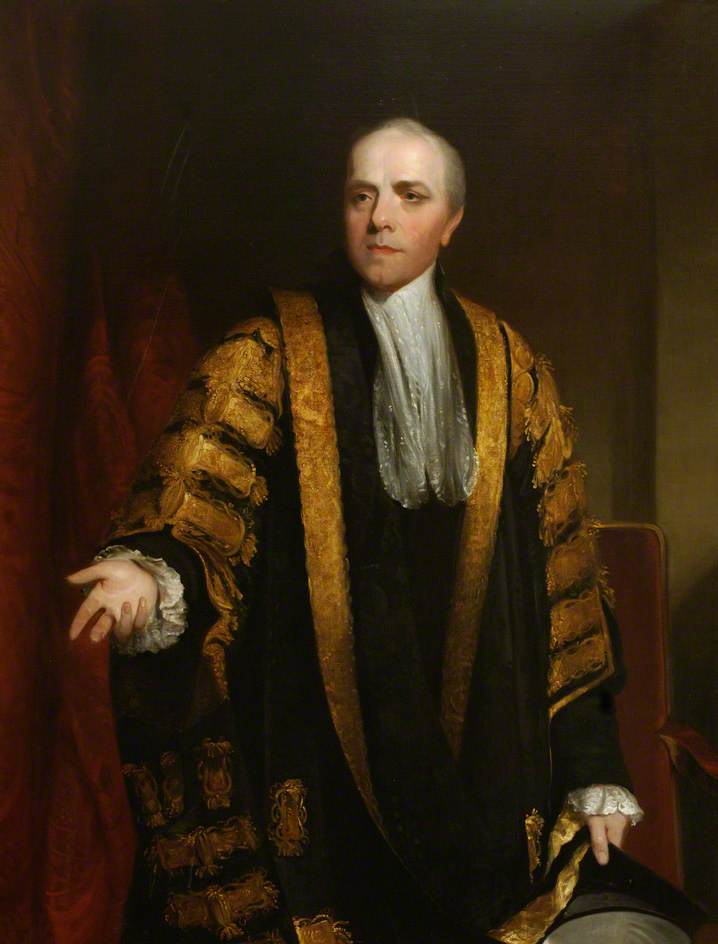
Вільям Ґренвілл, канцлер Оксфордського університету

Канцлер (від лат. cancellarius — секретар, англ. chancellor) — керівник вищого навчального закладу у США і країнах співдружності (віцеканцлер).
У більшості європейських країн, як-от Іспанія, Німеччина, Данія, Україна, Росія, закладом керує ректор, який, як правило, призначає своїх заступників (проректорів) за будь-яким напрямом роботи вишу.
Посада канцлера є ключовою в університетах США. Залежно від уподобань та статуту університету ця посада може замінюватися посадою президента університету (англ. university president). Віцеканцлер (англ. vice-chancellor) є помічником канцлера, який, зазвичай керує одним з кампусів, якщо ж їх кілька, то тоді президент керує університетом.
У країнах Співдружності націй, серед яких Австралія, Канада, Велика Британія, Індія, Ірландія, Малайзія, Шрі-Ланка, Непал та інші, канцлер не керує університетом, ця посада має лише церемоніальний характер, а функції керівника покладено на віцеканцлера.
У Німеччині канцлер — голова адміністрації університету та керівник ненаукових співробітників, а керує вишем ректор або президент.